# Vedran Ćorluka
Vedran Corluka (n. 5 februarie 1986, Modran, Derventa⁠(d), City of Derventa⁠(d), Republika Srpska, Bosnia și Herțegovina) este un fotbalist croat care evoluează pe postul de fundaș la formația FC Lokomotiv Moscova și la echipa națională de fotbal a Croației.

## Carieră
La vârsta de opt ani, Vedran Ćorluka a început să joace fotbal la juniorii echipei Dinamo Zagreb.
În 2003, a fost promovat la echipa de seniori a clubului din capitala Croației, însă nu a evoluat niciun minut în primul său sezon la Dinamo, așa că a fost împrumutat la Inter Zapresic. Împrumutul la Zapresic a fost unul de bun augur pentru Vedran: acesta a bifat 27 de prezențe în tricoul acestei echipe, a înscris 4 goluri și a terminat Campionatul Croației pe locul 2, jocul său foarte bun fiind remarcat de conducătorii lui Dinamo Zagreb, unde s-a întors după acest sezon.
De atunci, Corluka a fost unul din titularii incontestabili ai formației sale, evoluând în 61 de partide și marcând 7 goluri pentru Dinamo Zagreb. A cucerit primul său titlu de campion al Croației în anul 2006, an în care câștigă și Supercupa Croației, după o finală în care Dinamo a învins NK Rijeka cu scorul de 4-1.
În 2006, a debutat cu succes la echipa națională, într-un meci amical împotriva Italiei, jucat la câteva săptămâni după ce echipa peninsulară a cucerit Campionatul Mondial. Croația a învins-o cu 2-0, iar Corluka a fost unul dintre remarcații partidei.
În 2007, după ce Vedran câștigă al doilea său titlu de campion al Croației, este ofertat de către Manchester City, echipă din Premier League, cu care semnează pe 2 august. A avut evoluții apreciate în primul său sezon în Anglia, bifând 35 de prezențe în prima echipă a lui Manchester City. A fost selecționat de către Slaven Bilic în lotul Croației pentru Campionatul European de Fotbal 2008.
A evoluat cu succes la acest turneu final, ajungând cu Croația până în sferturile de finală, unde echipa sa a fost eliminată de Turcia la penalty-uri.
În luna august a anului 2008, a fost vândut de către Manchester City clubului londonez Tottenham Hotspur pentru o sumă care s-a ridicat la 8 milioane și jumătate de lire sterline. Se pare că dorința a fost a jucătorului, deoarece la Spurs evolua colegul și prietenul său din naționala Croației, Luka Modrić. A fost împrumutat la Bayer Leverkusen iar în prezent joacă la Lokomotiv Moscova.